# Torontói metró
A Torontói metró a Toronto Transit Commission (TTC) által üzemeltetett gyorsvasút-rendszer, amely Toronto és a szomszédos Vaughan várost szolgálja ki Ontarióban, Kanadában. Ez egy multimodális vasúthálózat, amely három túlnyomórészt földalatti nagykapacitású vasútvonalból és egy emelt közepes kapacitású vasútvonalból áll. Két kisvasút építése folyamatban van, amelyek a földszinten és a föld alatt is működnek majd.

## Története
1954-ben a TTC megnyitotta Kanada első földalatti vasútvonalát, amelyet akkoriban "Yonge metróként" ismertek, a Yonge Street alatt, a Union Station és az Eglinton Avenue között, 12 állomással. 2018-ban a hálózat 75 állomást és 76,9 kilométeres (47,8 mérföldes) útvonalat ölelt fel. 2018-ban több mint 216 millió független utazást hajtottak végre a rendszeren, és minden hétköznap 1,58 millió utassal ez Kanada legforgalmasabb gyorsvasút-rendszere.
Torontóban négy tranzitvonal működik, és három vonal építés alatt áll.